# Vietnamesische Frauenfußballmeisterschaft 2020
Die Vietnamesische Frauenfußballmeisterschaft 2020 war die 23. Spielzeit der vietnamesischen Fußballliga der Frauen gewesen. Die Saison begann am 22. September 2020 und endete am 13. Oktober 2020. Titelverteidiger war Thành Phố Hồ Chí Minh I FFC.

## Modus
Gespielt wird im One-Runden-Modus. Nach dem 7. Spieltag endete die Saison. Der bestplatzierte wurde Vietnamesischer Meister.

## Teilnehmer und ihre Spielorte
| Team                         | Stadt             | Trainer          | Heimstadion         | Vorjahresplatzierung |
| ---------------------------- | ----------------- | ---------------- | ------------------- | -------------------- |
| Phong Phú Hà Nam FFC         | Hà Nam            | Nguyễn Thế Cường | Ha Nam-Stadion      | 4. Platz             |
| Thành Phố Hồ Chí Minh I FFC  | Ho-Chi-Minh-Stadt | Đoàn Thị Kim Chi | Thống Nhất Stadium  | Meister              |
| Thành phố Hồ Chí Minh II FFC | Ho-Chi-Minh-Stadt | Nguyễn Quốc Nam  | Thống Nhất Stadium  | 6. Platz             |
| Than Khoáng Sản Việt Nam WFC | Quảng Ninh        | Đoàn Minh Hải    | Cẩm Phả-Stadion     | 3. Platz             |
| Hà Nội I FFC                 | Hanoi             | Nguyễn Anh Tuấn  | San Hanoi Stadion   | 2. Platz             |
| Hà Nội II Watabe FFC         | Hanoi             | Đặng Quốc Tuấn   | San Hanoi Stadion   | Neu Beigetreten      |
| TNG Thái Nguyên FFC          | Thái Nguyên       | Đoàn Việt Triều  | Thái Nguyên Stadion | 5. Platz             |
| Sơn La FFC                   | Sơn La            | Lường Văn Chuyên | Sơn La-Stadion      | 7. Platz             |

## Tabelle
| Pl. | Verein                               | Sp. | S | U | N | Tore    | Diff. | Punkte |
| --- | ------------------------------------ | --- | - | - | - | ------- | ----- | ------ |
| 1.  | Thành Phố Hồ Chí Minh I FFC (M), (P) | 7   | 6 | 1 | 0 | 026:200 | +24   | 19     |
| 2.  | Hà Nội I FFC                         | 7   | 5 | 2 | 0 | 021:300 | +18   | 17     |
| 3.  | Than Khoáng Sản Việt Nam WFC         | 7   | 4 | 1 | 2 | 011:600 | +5    | 13     |
| 4.  | Phong Phú Hà Nam FFC                 | 7   | 4 | 1 | 2 | 013:110 | +2    | 13     |
| 5.  | TNG Thái Nguyên FFC                  | 7   | 2 | 2 | 3 | 005:130 | −8    | 08     |
| 6.  | Hà Nội II Watabe FFC (N)             | 7   | 2 | 0 | 5 | 004:120 | −8    | 06     |
| 7.  | Thành phố Hồ Chí Minh II FFC         | 7   | 0 | 2 | 5 | 002:170 | −15   | 02     |
| 8.  | Sơn La FFC                           | 7   | 0 | 1 | 6 | 006:240 | −18   | 01     |

| Zum 7. Spieltag:      |                                                      |
| Meister der VFFM 2020 |                                                      |
|                       |                                                      |
| Zum Saisonende 2019:  |                                                      |
| (M)                   | Amtierender Meister: Phong Phú Hà Nam WFC            |
| (N)                   | Neu Beigetreten: Hà Nội II Watabe FFC                |
| (P)                   | Amtierender Pokalsieger: Thành Phố Hồ Chí Minh I FFC |